# Franjo Vranjanin
Franjo Vranjanin (Francesco Laurana), (Zadar, oko 1430. – Marseille ili Avignon, 12. ožujka 1502.), jedan od najznačajnijih hrvatskih renesansnih kipara.

## Životopis
Brat je poznatog hrvatskog renesansnog graditelja Lucijana Vranjanina, rođen u Vrani kraj Pakoštana, koja je u vrijeme umjetnikovog rođenja bila pod mletačkom upravom.
U Napulju sudjeluje u radu na Trijumfalnom luku Alfonsa I (1452. – 1472.). Boravi na Siciliji, gdje mu se pripisuje kapela Mastrantomio crkve Sv. Franje Asiškog u Palermu. Posljednje arhitektonsko djelo radi u Marseillesu, u katedrali na kapeli Sv. Lazara (1475. – 1481.). Poznat je po bistama u kojima je razvio vrlo osobit stil.